# 朱丽萍
朱丽萍（1956年1月—），河北景县人，女，汉族，中华人民共和国政治人物。

## 生平
早年曾在天津双林农牧场插队劳动，1973年10月参加工作，1976年6月加入中国共产党。天津财经学院工业管理系统计学专业大学本科毕业，天津市委党校哲学专业研究生班毕业，市委党校研究生学历，教授。大学毕业后历任天津财经学院工业管理系教师、办公室主任，统计学系党总支副书记、副主任，国际贸易系党总支书记，院团委书记、学生处处长，市教委学生德育处（市委教卫工委思想政治教育处）处长。2000年任天津工业大学党委副书记。2003年，任天津外国语学院党委书记。2007年任市妇女联合会主席、党组副书记、党组书记，并于2008年当选为全国人大代表。2012年5月当选中共天津市委常委，并担任市委教育工委书记。2016年1月，任天津市政协党组副书记，并被补选为天津市政协副主席。